# طواف كاليفورنيا 2007
طواف كاليفورنيا 2007 (بالإنجليزية: 2007 Tour of California)‏ هو سباق دراجات هوائية، وهو الموسم رقم 2 من السباق، وأقيم خلال الفترة 18 فبراير 2007، وحتى 25 فبراير 2007، وهو أحد سباقات طواف أمريكا للدراجات 2006–07، وهو من نوع سباق المرحلة، وقد شارك في السباق 144 متسابقاً ووصل إلى نهايته 113 متسابقاً.
فاز فيه بالمركز الأول ليفي ليفيمير، وبالمركز الثاني ينس فويجت، وبالمركز الثالث جيسون مكارتني، والفائز في ترتيب التسلق  خوان خوسيه هايدو، والفائز حسب ترتيب النقاط للشباب  روبرت جاسنك، والفائز حسب ترتيب النقاط كريستوف لوران، والفريق الفائز في ترتيب الفرق CSC 2007.

## التصنيف العام النهائي
| التصنيف العام | التصنيف العام      | التصنيف العام    | التصنيف العام        | التصنيف العام      |  |
| الدراج        | الدراج             | البلد            | الفريق               | الوقت              |  |
| ------------- | ------------------ | ---------------- | -------------------- | ------------------ |  |
| 1.            | ليفي ليفيمير       | الولايات المتحدة | Discovery Channel    | 24 س 57 دقيقة 24 ث |  |
| 2.            | ينس فويجت          | ألمانيا          | CSC                  | + 21 ث             |  |
| 3.            | جيسون مكارتني      | الولايات المتحدة |                      |                    |  |
| 4.            | بوبي جوليك         | الولايات المتحدة | CSC                  | + 1 دقيقة 06 ث     |  |
| 5.            | ستيوارت اوغرادي    | أستراليا         | CSC                  | + 1 دقيقة 16 ث     |  |
| 6.            | كريستيان فاند فيلد | الولايات المتحدة | CSC                  | + 1 دقيقة 24 ث     |  |
| 7.            | مايكل روجرز        | أستراليا         | T-Mobile             | + 1 دقيقة 32 ث     |  |
| 8.            | بنجامين داي (دراج) | أستراليا         | Navigators Insurance | + 1 دقيقة 38 ث     |  |
| 9.            | فرانكو بليزوتي     | إيطاليا          | Liquigas             | + 1 دقيقة 41 ث     |  |
| 10.           | رايدر هيسجيدال     | كندا             | Health Net-Maxxis    | + 1 دقيقة 57 ث     |  |

## وصلات خارجية
- الموقع الرسمي